# 693 TCN
693 TCN là một năm trong lịch La Mã.